# 1532 en science
| Années de la science : 1529 - 1530 - 1531 - 1532 - 1533 - 1534 - 1535    |
| Décennies de la science : 1500 - 1510 - 1520 - 1530 - 1540 - 1550 - 1560 |

Cet article présente les faits marquants de l'année 1532 en science.

## Événements
- 30 juin : Diego Hurtado de Mendoza (es) part du golfe de Tehuantepec pour explorer les îles et le littoral de l'océan Pacifique, au-delà des limites de la Nouvelle-Galice et chercher un passage entre le Pacifique et l'Atlantique. Il disparait avec son équipage[1].

## Publications
- Petrus Apianus :
  - Ein Bericht der Kurtzer Observation unnd urtels des Jüngst erschinnen Cometen …, Ingolstadt 1532. Sur ses observations de la comète,
  - Quadrans astronomicus Apiani, Ingolstadt 1532. sur les Quadrants,
- Oronce Fine : De Mundi Sphaera, sive Cosmographia, primáve Astronomiae parte. Libri V. Ab ipso Authore recogniti, aucti, ac prorsus renovati: seorsúmq[ue] in studio sorum gratiam absque commentariis recenter impressi. 1532. Paris: Simon Colines, 1542. Paris, M. Vascosan, 1555.

## Naissances
- Fabrizio Mordente (mort en 1608), mathématicien italien.
- Pedro Sarmiento de Gamboa (mort en 1592), explorateur, scientifique, historien et humaniste espagnol.
- Vers 1532 :
  - Thomas Penny (mort en 1588), médecin et naturaliste britannique.
  - Miles de Norry (mort après 1586), mathématicien et poète français.

## Décès
- Diego de Ordás (né en 1480), conquistador espagnol.